# Béla Síki
Béla Síki (* 21. Februar 1923 in Budapest; † 29. Oktober 2020 in Seattle) war ein Schweizer Pianist und Musikpädagoge ungarischer Herkunft. Er gilt als einer der grossen Vertreter der ungarischen Klavierschule des 20. Jahrhunderts. Er galt als ausgewiesener Spezialist für die Werke Béla Bartóks und Franz Liszts.

## Leben und Werk
Béla Síki studierte bei Ernst von Dohnányi und Leó Weiner an der Musikakademie Budapest. 1947 ging er in die Schweiz und setzte seine Ausbildung bei Dinu Lipatti am Konservatorium Genf fort. 1943 wurde er mit dem Franz Liszt Preis ausgezeichnet. 1928 gewann er einen zweiten Preis beim Internationalen Genfer Klavierwettbewerb.
Anschliessend begann er eine internationale Klavierkarriere mit Konzerten in Europa, Australien, Asien, Afrika und Amerika. 1965 wurde er zum Professor für Klavier an der University of Washington in Seattle ernannt. Zwischen 1980 und 1985 unterrichtete er am Conservatory of Music an der University of Cincinnati. Er ging 1985 nach Seattle zurück.  Er gab Meisterkurse in mehreren Ländern beispielsweise in Japan, Australien, den Vereinigten Staaten und Kanada. Er spielte zahlreiche Tonträgeraufnahmen ein, vor allem aus dem Werk Johann Sebastian Bachs.
Síki war ein international gefragter und anerkannter Klavierlehrer. Unter seinen Schülern befanden sich die australische Pianistin Kathryn Selby, der Südafrikaner Anton Nel, der Neuseeländer David Bollard und die Katalanin Carme Vilà.

## Veröffentlichungen von Béla Siki
- Piano Repertoire: A Guide to Interpretation and Performance. Shirmer Books, 1981. ISBN 0-02-872390-2.
- Und andere: Hommage à Dinu Lipatti, Labor et Fides, 1952 OCLC 460721068